# Krasny Baltijets
Krasny Baltijets  is een station van de D2 aan de Rigaspoorweg in Moskou dat in 1945 werd geopend. Het station is genoemd naar de gelijknamige vereniging ("Rode Oostzee") die in 1928-1930 werd opgericht door de vakbond van spoorwegarbeiders en gevestigd is aan de Kosmonaut Volkovstraat 31.

## Ligging en inrichting
Het station ligt op de grens van de districten Koptevo, Aeroport, Sokol en Vojkovski, langs de noordrand van het emplacement van Podmoskovnaja. De twee zijperrons zijn, zonder OV-poortjes, toegankelijk via een ruim 300 meter lange loopbrug over het emplacement. Voor 1945 lag het perron midden in het emplacement. 
Rond het station liggen het Krasny Baltijets-stadion, de militaire afdeling van de Hoge Economische School, het Priorov Instituut voor Traumatologie en Orthopedie, het centrale ziekenhuis van de afdeling Binnenlandse Zaken van Moskou, het Moskouse kantoor van staalbedrijf Severstal en de MNEPOe-academie (“Internationale Onafhankelijke Ecologische en Politieke Universiteit").

## Reizigersdienst
Het station wordt bediend door lijn D2 van het stadsgewestelijk net en biedt rechtstreekse verbindingen naar Sjachovskaja in het westen en Toela in het zuiden. De reistijd naar  Dmitrovskaja bedraagt zes minuten en naar Stresjnevo, waar op de ringlijn kan worden overgestapt,  duurt deze twee minuten. 